# Roykó család
A berniczei Royko család egy Szepes-, Liptó-, Hont-, valamint Ugocsa vármegyei  nemesi származású család, amely a reformáció alatt az ágostai hitvallást vette fel, majd a római katolikus vallásra tért vissza.

## A család története
A Roykó család a 13. század első feléig visszavezethető. A Ghillány, Devossa, Kmosso és Omaszta családokkal közös törzsből származik; ezeknek a családoknak az őse Sybran keresztes vitéz 1230-ban II. András magyar királytól adományt szerzett a Liptó vármegyei Bernicére. A török korszak alatt a Roykó család elszegényedett és polgári állást vállaltak néhány tagjai a 17. század végétől. Royko Sámuel (1729-1768), késmárki dohánykereskedő, városi polgár, és neje Weiss Mária frigyéből született ifjabb Roykó Sámuel (1753-1839), gyógyszerész. Royko Sámuel 1789. szeptember 8.-án Késmárkon feleségül vette nemes Várady Szakmáry Judit kisasszonyt. A hagyomány szerint az első bajuszpedrőt nemes Roykó Sámuel gyógyszerész találta fel, aki Tiszaújlakon 1790-ben nyitott gyógyszertárat. Bécsbe maga Roykó Sámuel szállította a pedrőt. Roykó Sámuel és nemes Várady Szakmáry Judit házasságából egyetlenegy fiúgyermek maradt meg: Roykó Sámuel (1792-1840) gyógyszerész. Roykó Sámuel 1821. június 13.-án házasságot kötött Késmárkon Berger Annával. Tajnel Teofil beregszászi gyógyszerész 1841-ben eladta az ottani gyógyszertárat Roykó Sámuel tiszaújlaki gyógyszerésznek, aki fiókintézményként működtette 1847. április 1.-ig. Ezután a gyógyszerárusítást szigethi Buzáth Simon és szigethi Buzáth Kajetan testvérek vették meg.
Roykó Sámuel és Berger Anna fiai: berniczei Roykó Sándor (1814–†?), és berniczei Roykó Viktor (1839–1915), gyógyszerész. Roykó Sándornak a felesége, nemes Jászay Paula (1846–1883), akitől született két gyermeke: Roykó Béla (1863–1892), okleveles erdész, és Roykó Irén, akinek a férje Tóth Sándor. Tóth Sándor a beregmegyei állami nemesítő társulat mérnöke Munkácson, 1890. január 11-én tartotta esküvőjét Munkácson Royko Irén kisasszonnyal.
Roykó Viktor (1839–1915) tiszaújlaki gyógyszerész, egyesületi járásigazgató két ízben házasodott meg; első felesége Mayer Mária (1835–1865), akinek a halála után, majd 1871. augusztus 15-én Huber Teréziával (1840–1918) kötött házasságot. Roykó Viktornak első feleségétől, Mayer Máriától származott: Roykó Mária (1860–1932), akinek az első férje, nemes Esze Tamás, ugocsai főszolgabíró, a második pedig Teleházy János tábornok volt; Roykó Anna (1863–†?), akinek az első férje, Csics Imre, nagyszőllősi gyógyszerész, ugocsai bankigazgató, a második férje pedig Nemes József volt. Roykó Viktor második feleségétől, Huber Teréziától született: Roykó Alfréd (1875–1925), honvéd alezredes, a Vaskorona-rend lovagja; dr. Roykó Ottó (1878–1918), tiszaújlaki gyógyszerész, valamint dr. Roykó Géza (1879-1944) dicsőszentmártoni gyógyszerész, százados. Roykó Géza gyógyszerész a nagybocskói születésű római katolikus Balthazár Máriát (1881–1964) 1903-ban Máramarosszigeten vette el, akinek a szülei Balthazár Gyula és Eistleuthner Mária voltak. Roykó Géza és Balthazár Mária frigyéből született Roykó Mária (1909–1924), valamint dr. Roykó Emil (1905-1966), intézeti főgyógyszerész, aki 1934. szeptember 10-én a Szent Ferenc-rend budai templomában esküdött örök hüséget a római katolikus nemesi származású ebesfalvi Lengyel Edit (1910–1981) kisasszonnynak; a polgári házasságot szeptember 6-án kötötték. Lengyel Edit szülei, dr. ebesfalvi Lengyel Endre (1882–1959), ügyvéd, és botfai Hüvös Franciska (†1945) asszony voltak.
Roykó Ottó (1878–1918), tiszaújlaki gyógyszerész Békéscsabán 1900. november 26-án feleségül vette az alvinci születésű római katolikus nemesi származású burgthali Zinnern Olga (1878–†?) kisasszonyt, akinek a szülei burgthali Zinnern János, államvasúti osztályfőmérnök és Giuriceo Mathilde (1850–1904) voltak. Zinnern Jánosné Giuriceo Mathilde szülei Giuriceo Nicolo és Maria Garcias de Garzes (1811–1881) voltak. Zinnern Jánosnak az első erdélyi vasút mérnökének és vonalfőnökének a hadnagyi rangot szolgálaton kívüli viszonyban adományozták 1876. augusztus 20-án. Roykó Ottó és Zinnen Olga frigyéből született: Roykó Katalin, Viszprioszky János honvéd ezredes felesége; dr. Roykó János (1904–1964), tiszaújlaki gyógyszerész, akinek a neje a görögkatolikus nemesi származású komjáthi Rabár Éva (1898–1985); dr. Roykó Viktor (1905–1992), orvos, akinek a neje uzoni Földes Margit; Roykó Imre (1908–1961), aki Kosáry Rozáliát vette el, valamint Roykó Ferenc. Roykó Jánosné komjáthi Rabár Éva szülei komjáthi Rabár János (1863–1942), Ugocsa vármegye görögkatolikus főesperese, magyar királyi kormányfőtanácsos, magyarkomjáti görögkatolikus lelkész, és Sztripszky Elvira asszony voltak. Roykó Jánosné apai nagyszülei komjáthi Rabár János (1830–1916), görögkatolikus főesperes, és Balogh Jozefa (1836–1889) asszony voltak; idősebb Rabár János, görögkatolikus főesperes 1890. augusztus 4-én magyar nemességet, családi címert, valamint a "komjáthi" nemesi előnevet szerezte adományban I. Ferenc József magyar királytól. Roykó János és komjáthi Rabár Éva frigyéből két gyermek született: Roykó Brigitta, Molnár Ferenc mérnök neje, valamint dr. Roykó Ottó, fogorvos. Leszármazottjai mai napig élnek.

## A Roykó család címere
A címer: Kék pajzsban, zöld mezőn jobbra ágaskodó, jobbjában kardot tartó arany oroszlán, a pajzs felső sarkaiban, negyed köríves vörös mezőben egy-egy ezüst heraldikai rózsa. Sisakdísz: növekvő vörös ruhás kucsmás vitéz jobbjában kardot, baljában lófarkas zászlót tart. Takarók: kék-arany, vörös-ezüst.